# Charana cepheis
Charana cepheis är en fjärilsart som beskrevs av De Nicéville 1895. Charana cepheis ingår i släktet Charana och familjen juvelvingar. Inga underarter finns listade i Catalogue of Life.

## Bildgalleri

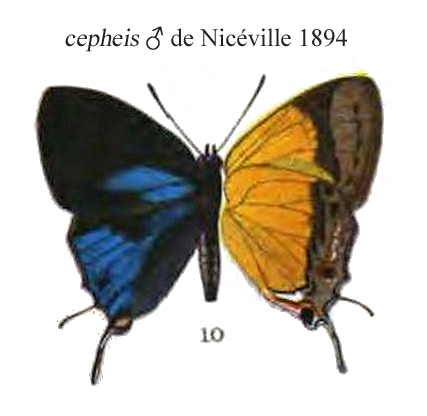